# Ischnoceros rusticus
Ischnoceros rusticus är en stekelart som först beskrevs av Geoffroy 1785.  Ischnoceros rusticus ingår i släktet Ischnoceros och familjen brokparasitsteklar. Arten är reproducerande i Sverige. Utöver nominatformen finns också underarten I. r. nigricornis.